# Paul de Casteljau
Paul de Faget de Casteljau (Besançon, 19 november 1930 - Versailles, 24 maart 2022) was een Franse natuurkundige en wiskundige. Hij werkte voor Citroën en heeft in 1959 een algoritme ontwikkeld voor het berekenen van een Bézierkromme. Hij is de auteur van het boek Mathématiques et CAO. Deel 2: Formes à pôles (uitgegeven door Hermes).

## Levensloop
De Casteljau studeerde wiskunde en natuurkunde aan de École normale supérieure in Parijs, diende in het Franse leger in Algerije en begon als natuurkundige in 1958 bij Citroën, in de groep Détermination Mathématique des Carrosseries. Vandaar patenteerde hij bij het INPI zijn werk aan het modelleren van krommen en vlakken. Aan het eind van de jaren tachtig slaagde hij erin de Bézier en B-spline-technieken met elkaar te verbinden in de techniek die "blossoming" wordt genoemd. Sinds het begin van de jaren negentig was hij gepensioneerd maar hij heeft zich in die tijd nog beziggehouden met quaternions en de metrische geometrie.
Het Casteljau-algoritme vindt wijdverbreid toepassing hoewel het wel aan enige veranderingen onderhevig geweest kan zijn. Het algoritme is de meest robuuste en numeriek de stabielste methode om polynomen te evalueren, hoewel het een enkel punt langzamer berekent dan andere methode zoals het Hornerschema (sneller, maar minder robuust) en de methode van de voorwaartse verschillen (de snelste maar minst robuuste methode). Toch is het Casteljau-algoritme nog steeds erg snel in het onderverdelen van een Bézierkromme in twee segmenten op een willekeurig te kiezen locatie.